# Korsberga landskommun, Skaraborgs län
Korsberga landskommun var en tidigare kommun i dåvarande Skaraborgs län.

## Administrativ historik
Kommunen inrättades i Korsberga socken i Vartofta härad i Västergötland när 1862 års kommunalförordningar trädde i kraft.  
Vid Kommunreformen 1952 uppgick landskommunen i Fröjereds landskommun som (som kommun) upplöstes 1974 då denna del uppgick i Hjo kommun.

## Politik

### Mandatfördelning i Korsberga landskommun 1938-1946
| 6 | 7 | 1 | 1 |

| 15 |

| 6 | 4 | 5 |

| 14 |

| 6 | 2 | 6 | 1 |

| 15 |